# Limnoria mazzellae
Limnoria mazzellae is een pissebed uit de familie Limnoriidae. De wetenschappelijke naam van de soort is voor het eerst geldig gepubliceerd in 2001 door Cookson & Lorenti.